# Unsere Revolution
Unsere Revolution: Wir brauchen eine gerechte Gesellschaft (englischer Titel: Our Revolution: A Future to Believe In) ist ein Buch des US-Senators Bernie Sanders, das im November 2016 von Thomas Dunne Books veröffentlicht wurde.
Das englische Buch hat 464 Seiten und das deutsche Buch 480.

## Gründe
Es wurde am 15. November 2016, eine Woche nach der Wahl von Donald Trump, veröffentlicht. Das Buch wurde wegen Sanders Präsidentschaftswahlkampf 2016 geschrieben und sollte einige seiner Gründe und Ziele erklären.

## Inhalt
In dem Buch legt Sanders seine Position zum Klimawandel, kostenlosen Studiengebühren, Einkommensungleichheit und der Überwindung des Gender-Pay-Gaps dar. Er erklärte auch, wie man Donald Trump besiegen könnte, während er in den letzten drei Monaten vor den Präsidentschaftswahlen 2016 für Hillary Clinton kämpfte.
Sanders kritisiert, dass sein Präsidentschaftswahlkampf vom politischen Establishment und den Medien als „Randkampagne“ und nicht ernst zu nehmend angesehen wurde. Er bespricht seinen anfänglichen Kampf als „unabhängiger Senator aus einem kleinen Staat mit wenig Bekanntheitsgrad“. Im Buch erzählt er auch, dass seine Kampagne kein Geld hatte, keine politische Organisation hatte und dass er es gegen das gesamte Establishment der Demokratischen Partei aufnahm.
Im Buch teilt Sanders seine persönlichen Erfahrungen aus dem Wahlkampf, beschreibt die Details seines Kampfes und die Menschen, die es ihm ermöglicht haben. Er zeigt eine fortschrittliche Agenda für wirtschaftliche, ökologische, gesellschaftliche und soziale Gerechtigkeit, die Arbeitsplätze schaffen, Löhne erhöhen, die Umwelt schützen und die Gesundheitsversorgung für alle gewährleisten wird – und das Land letztendlich zum Besseren verändern würde.

## Rezeptionen
Bei seiner Veröffentlichung stand es auf Platz 3 der Bestsellerliste der New York Times.
John R. Coyne Jr. gab dem Buch eine positive Kritik für die Washington Times und sagte: „Zunächst einmal sagt es uns, wer dieser Mann, der so viele junge Leute mit Energie versorgt hat, wirklich ist – ein enthusiastischer junger Sozialist, gefangen im Körper eines alten Geizhalses, seine Ideen heute im Grunde genauso frisch wie damals, als er seine Heimat Brooklyn verließ.“
David Weigel von The Denver Post sagte, das Buch sei „wie eine Sitcom-Figur, die auf den Kopf geknallt wird und einen Engel – oder einen sprechenden Hund oder einen 75-jährigen Senator aus Vermont – halluziniert – und Lektionen darüber macht, was wirklich zählt Leben“.
Sanders und Mark Ruffalo wurden für den Grammy Award als bestes Spoken-Word-Album nominiert.

## Weitere Ausgaben
Sanders schrieb das Buch in etwas einfacherer Sprache und mit vielen Illustrationen. Im Buch Bernie Sanders Guide to Political Revolution möchte er daher eher die jüngere Zielgruppe erreichen.

## Deutsche Übersetzung
Die deutsche Übersetzung wurde am 11. Mai 2018 beim Ullstein Verlag veröffentlicht.